# مقاطعة سان خوان (يوتا)
مقاطعة سان خوان (بالإنجليزية: San Juan County)‏ هي إحدى مقاطعات ولاية يوتا في الولايات المتحدة الأمريكية.